# Loretánská kaple v Muri
Loretánská kaple je součástí bývalého benediktinského opatství Muri v kantonu Aargau ve Švýcarsku. Nachází se v severním křídle kláštera a stejně jako mnoho evropských loretánských kaplí slouží k uctívání Matky Boží. Od roku 1970 se v ní nachází pohřebiště habsbursko-lotrinského rodu, v rodinné kryptě jsou pochováváni potomci posledního rakousko-uherského panovnického páru.

## Historie

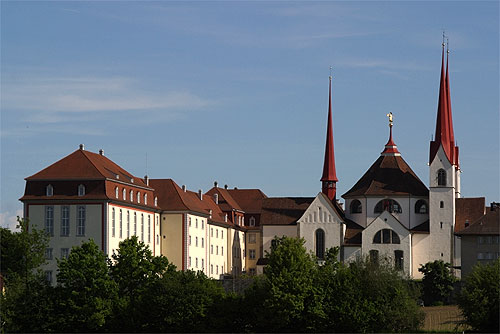
Klášter Muri, pohled ze západu

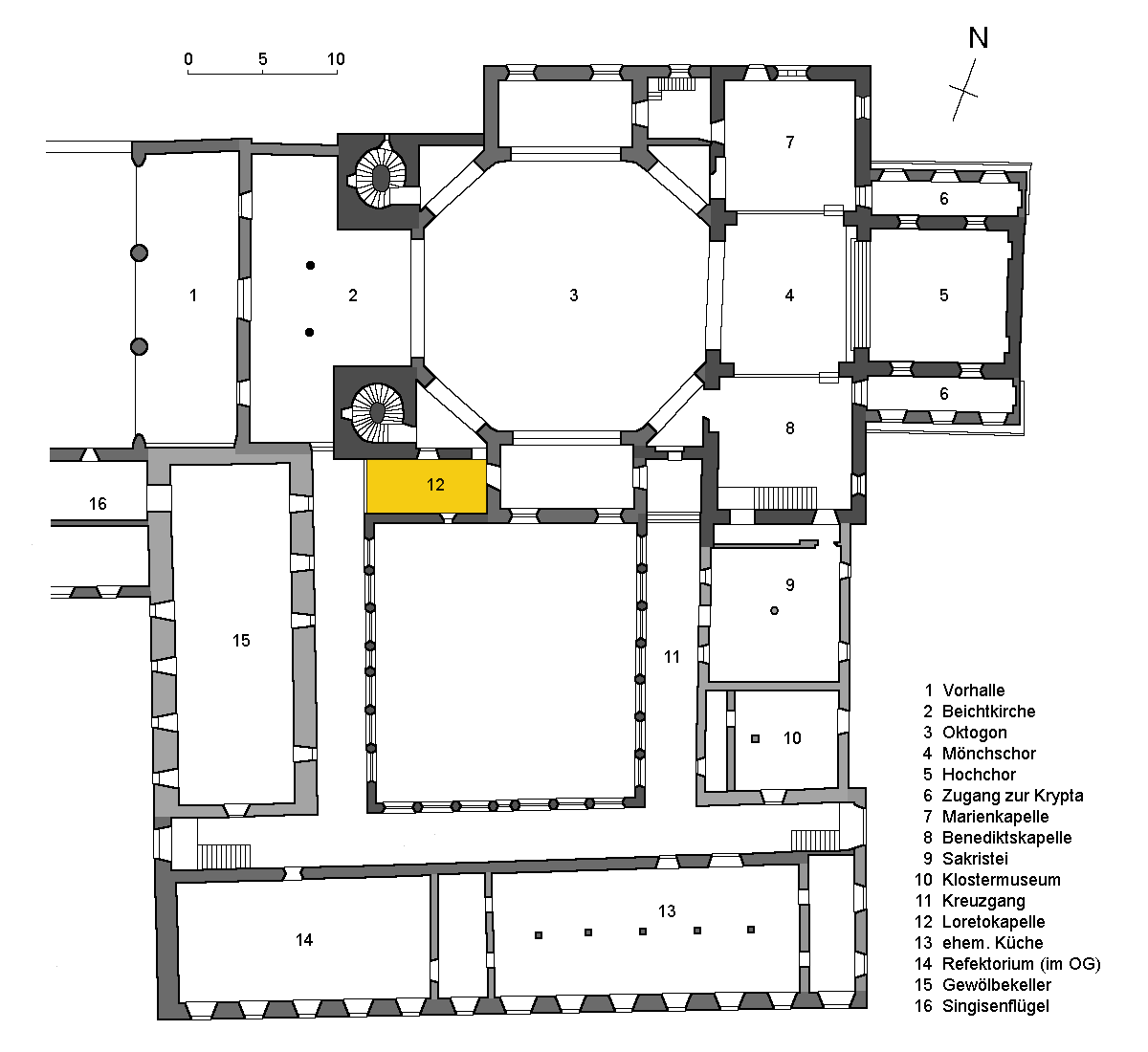
Poloha Loretánské kaple v severním křídle křížové chodby

Loretánská kaple v Muri se nachází u vchodu na křížovou chodbu, která přiléhá k jižnímu klášternímu kostelu. Kružby gotických oken na křížové chodbě jsou vyplněny uměleckohistoricky cenným a skvěle dochovaným cyklem vitráží z druhé poloviny 16. století.
Loretánská kaple byla postavena na konci 17. století z iniciativy opata Plazida Zuricha. Když byl románský klášterní kostel z 11. století v letech 1694–1697 přestavěn na barokní oktogon, musela být většina severního křídla kláštera zbořena. Ve třech zbývajících rizalitech byla postavena loretánská kaple ve stylu italského poutního místa Loreta. Dne 19. května 1698 ji opat Plazidus vysvětil.
V malé kapli, která má jen jednoduchou výzdobu, se nachází oltářní mříž s modře natřeným orámováním. Žebrová křížová klenba, která je rovněž natřena namodro, představuje nebeskou klenbu. Na svornících jsou vytesány znaky opata a kláštera. Oltář má nízký kartušový nástavec. Struktura loretánské kaple v klášteře Muri, stejně jako mnohých dalších loretánských kaplí, napodobuje tradiční rozdělení Svaté chýše na "obývací pokoj" a "kuchyni". "Kuchyně" se nachází za oltářní mříží a má do zadní stěny kaple integrovaný nástěnný výklenek, který má představovat "ohniště". Zde je umístěna dřevěná socha Panny Marie obklopená čtyřmi anděly, dílo zugského sochaře Johanna Baptisty Wickarta.

## Habsburská rodová hrobka

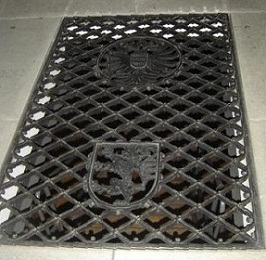
Vstup do hrobky

Klášter Muri založil v roce 1027 Radbot Habsburský a jeho manželka Ita Lotrinská, jejichž sídlem byl hrad Habsburk, vzdálený od kláštera asi 30 km. Zakladatelé později našli místo svého posledního odpočinku v klášterním kostele. Po nich sloužil klášterní kostel jako pohřebiště ještě asi pěti generacím rodu až do roku 1260. Vazby kláštera na zakladatelský rod skončily v roce 1415, po skončení vlády Habsburků ve Švýcarsku. V průběhu klášterního sporu v Aargau byl benediktinský klášter Muri v lednu 1841 zrušen. Mniši našli v roce 1845 nový domov v Bolzanu, kde založili opatství Muri-Gries.
V roce 1970 uzavřeli habsbursko-lotrinský rod s katolickou farností a obcí Muri dohodu o rodinné kryptě pro potomky posledního rakouského císaře Karla I. Po zániku monarchie v roce 1918 byla jeho rodina vypovězena z Rakouské republiky a také potomkům císaře Karla I. byl po desetiletí odepřen přístup k tradičním pohřebním místům, jako je Císařská hrobka u kapucínů ve Vídni. Rodina proto hledala pro své členy nové pohřebiště a nakonec ho našla ve Švýcarsku.
Smlouva o zřízní rodinné hrobky Habsburků v loretánské kapli byla zpečetěna při slavnostním ceremoniálu v klášterním hospicu v březnu 1970. V odstavci III smlouvy, která byla napsána ručně na pergamenu ve stylu středověké listiny, se uvádí, že "právo na pohřbení je osobně omezeno na manželku zemřelého císaře Karla I. Rakouského, na její přímé potomky a na její děti", a to "na neomezenou dobu." Potřebný prostor krypty měl být vybudován zcela nově, neboť pod loretánskou kaplí do té doby žádné podsklepení neexistovalo. Za rodinu Habsburků smlouvu podepsal arcivévoda Rudolf († 2010), za církevní správu Muri její tehdejší prezident a pozdější člen Národní rady Dr. Leo Weber. Jako svědci byli přítomni hrabě Paul Forni z Bolzana, starosta obce Arthur Christen a také Karl Kron z místních novin Freischütz jako zástupce tisku a fotograf. Spolkové ministerstvo zahraničí schválilo hrobovou smlouvu s výhradou švýcarské neutrality.
V témže roce byla vysvěcena krypta pod loretánskou kaplí s prostorem pro celkem čtrnáct pohřbů. Vstup do ní tvoří padací dveře v podobě železné mříže, v níž je nahoře ztvárněna císařská dvouhlavá orlice s rakouským štítem a dole vzpínající se lev z erbu Habsburků. Před touto mříží jsou odnímatelné podlahové desky s kruhy, které usnadňují přístup ke schodišti pod ní. Dřevěné rakve, které jsou opatřeny vnitřními  kovovými vložkami, jsou dole v kryptě uloženy v jedné rovině.
V roce 1971 se v loretánské kapli konaly první pohřby. Urna se srdcem bývalého císaře Karla I., který zemřel v roce 1922 ve vyhnanství na ostrově Madeira, našla své místo za oltářní mříží, kde byla uložena do vestavěné stély v bývalém "krbu" Svaté chýše na zadní stěně kaple. Do krypty byly uloženy ostatky jeho snachy Xenie, která zemřela při dopravní nehodě v Belgii v roce 1968 a nyní byla z Brugg přenesena do Muri. O dva roky později následoval pohřeb Marie Terezie hraběnky von Korff-Schmising-Kerssenbrock, dlouholeté chůvy císařské rodiny. V roce 1975 zde byl pohřben také arcivévoda Johannes, Xeniin syn, který zemřel v útlém věku.
Kryptu od jejího založení pravidelně navštěvují členové habsbursko-lotrinského rodu, kteří se v ní také každoročně účastní zádušní mše. Arcivévoda Rudolf například každoročně v květnu pořádal rodinné setkání v Muri, jehož součástí byla kromě zádušní mše i návštěva fary. Bývalá císařovna Zita navštěvovala kryptu každoročně 1. dubna v den výročí smrti svého manžela, aby se pomodlila u rakví. Rovněž v září se účastnila bohoslužby k uctění památky úmrtí svého manžela. Z jejích pěti synů byli nakonec tři (Robert, Felix, Rudolf) uloženi do krypty loretánské kaple, zbývající dva (Otto, Carl Ludwig) do kapucínské krypty ve Vídni.

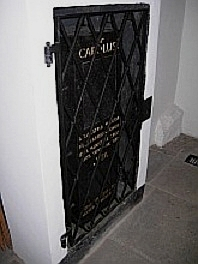
Stéla na západní stěně kaple, kde jsou uloženy urny se srdci rakouského císařského páru Karla I. († 1922) a Zity († 1989)

Po Zitině smrti 14. března 1989 bylo její tělo nejprve vystaveno v loretánské kapli, poté převezeno do Rakouska a nakonec 1. dubna 1989 pohřbeno v Císařské hrobce ve Vídni, kde byly mezitím opět povoleny pohřby členů bývalého vládnoucího rodu Rakousko-Uherska. Zitino srdce bylo naopak pohřbeno vedle srdce jejího manžela v Muri 17. prosince 1989 Obě stříbrné urny se srdci posledního rakouského císařského páru jsou umístěny ve vestavěné stéle v "krbu" Svaté chýše u zadní stěny kaple, kde jsou vidět přes kovanou mříž. Nahoře je pohár se srdcem Karla I., dole pohár se srdcem Zity. Na obou jsou nápisy s chronogramy, jejichž autorem je Karl Wolfsgruber. Na urně se srdcem Karla I. je napsáno «CAROLI AVSTRIAE IMPERATORIS AC HVNGARIAE REGIS COR IN DEO QVJESCAT». Na urně se srdcem Zity je nápis «ZITAE AVSTRIAE IMPERATRICIS HVNGARIAE REGINAE COR INSEPERABILITER CONIVGIS CORDI IVNGATVR».
Na pamětní desce u oltáře stojí: "Plus pour vous que pour moi - Za tímto oltářem nyní také odpočívá ve svatém Božím pokoji dlouholeté srdce Jejího Veličenstva císařovny a královny Zity, princezny Bourbonské a Parmské, narozené v Pianore 9. května 1892, požehnaně zesnulé v Pánu 14. března 1989 v klášteře sv. Jana v Zizers, spojené po 67 letech odloučení se srdcem jejího manžela, císaře Karla I. Rakouského, apoštolského krále uherského, krále českého, chorvatského, haličského, dalmatského atd. atd., který se vrátil ke svému Stvořiteli 1. dubna 1922 na Madeiře.»  Na stěnách kaple jsou další kovové desky, jejichž nápisy připomínají zde pohřbené členy rodiny.
V křížové chodbě před vchodem do loretánské kaple je umístěna bronzová busta Karla I., který byl v roce 2004 blahořečen. Na nákladech na pořízení busty v nadživotní velikosti se podílela farnost Muri a sdružení "Přátelé klášterního kostela". "Nadace svatého Martina" (nyní "Nadace Murikultur") uhradila náklady na dopravu, takže busta mohla být slavnostně odhalena 20. února 2010.
Jako zatím poslední člen rodiny byla 29. ledna 2022 v kryptě loretánské kaple pohřbena arcivévodkyně Margherita, rozená princezna Savojsko-Aostská, vdova po arcivévodovi Robertovi, který zemřel již v roce 1996.

## Seznam pohřbených
Obdobně jako v článcích o habsburských pohřebištích jsou žlutě vyznačena těla a červeně srdce. Tučně je zvýrazněn císařsko-královský pár.
| Po-řa-dí | Jméno                                           | Datum a místo narození                   | Datum a místo úmrtí                | Otec                                                   | Matka                                 | Datum a místo svatby, choť                                                | Srdce                                                         | Tělo, pokud pohřbeno jinde                                                      | Poznámky |
| -------- | ----------------------------------------------- | ---------------------------------------- | ---------------------------------- | ------------------------------------------------------ | ------------------------------------- | ------------------------------------------------------------------------- | ------------------------------------------------------------- | ------------------------------------------------------------------------------- | --- |
| 1.       | Karel I.                                        | 17. 8. 1887 zámek Persenbeug             | 1. 4. 1922 Monte, Funchal, Madeira | Ota Habsbursko-Lotrinský (1865–1906), tohoto první syn | Marie Josefa Saská (1867–1944)        | 21. 10. 1911 Schwarzau am Steinfeld: Zita Bourbonsko-Parmská (č. 5)       | zde od roku 1971                                              | kostel Nossa Senhora do Monte v Monte (Funchal) na portugalském ostrově Madeira | Poslední rakouský císař (1916–1918), v roce 2004 blahořečen. Jeho syn korunní princ Otto (1912–2011) byl pohřben v Císařské hrobce ve Vídni. |
| 2.       | Xenia, roz. Černyšev Bezobrazova                | 11. 6. 1929 Paříž                        | 20. 9. 1968 Casteau, Belgie        | Sergej Černyšev Bezobrazov                             | Elisabeth Dmitrijevna Šeremetěva      | 23. 6. 1953 New York: Rudolf Habsbursko-Lotrinský (č. 8)                  |                                                               | v roce 1971 byly ostatky převezeny z Brugg do Muri                              | Zemřela při dopravní nehodě v Belgii. |
| 3.       | Maria Theresia von Korff–Schmising-Kerssenbrock | 6. 10. 1888 Líšťany                      | 10. 2. 1973 Chur                   | Klement z Korff–Schmising-Kerssenbrock (1839–1913)     | Gabriela z Lobkowicz (1855–1917)      |                                                                           |                                                               |                                                                                 | Hraběnka, dáma Řádu hvězdového kříže (1918), dvorní dám císařovny Zity, chůva císařských dětí. Zde pohřbena za věrné služby.                 |
| 4.       | Johannes Habsbursko-Lotrinský                   | 11. 12. 1962 Brusel                      | 29. 6. 1975 Brusel                 | Rudolf Habsbursko-Lotrinský (č. 8)                     | Xenia Černyšev Bezobrazova (č. 2)     |                                                                           |                                                               |                                                                                 | Zemřel předčasně po autonehodě. |
| 5.       | Zita, roz. Bourbonsko-Parmská                   | 9. 5. 1892 Villa Pianore u Luccy, Itálie | 14. 3. 1989 Zizers, Švýcarsko      | Robert I. Parmský (1848–1907)                          | Marie Antonie Portugalská (1862–1959) | 21. 10. 1911 Schwarzau am Steinfeld: Karel I. (č. 1)                      | zde                                                           | Císařská hrobka ve Vídni ve Vídni (č. 146)                                      | Poslední císařovna rakouská, královna uherská a česká (1916–1918).                                                                           |
| 6.       | Robert Rakouský-d'Este                          | 8. 2. 1915 Schönbrunn, Vídeň             | 7. 2. 1996 Basilej, Švýcarsko      | Karel I. (č. 1), tohoto třetí dítě a druhý syn         | Zita Bourbonsko-Parmská (č. 5)        | 29. 12. 1953 Bourg-en-Bresse: Margherita Savojská-Aosta (č. 10)           |                                                               |                                                                                 | V roce 1917 na něho otec převedl jméno a erb rodu Rakouských d'Este.                                                                         |
| 7.       | Anna-Eugénie, roz. von Arenberg                 | 5. 7. 1925 Ellingen                      | 9. 6. 1997 San Ángel, Mexiko       | Robert Prosper von Arenberg                            | Marie Gabriele von Wrede              | 18. 11. 1952 Beaulieu-sur-Mer, Francie: Felix Habsbursko-Lotrinský (č. 9) | urna s jejím srdcem je vložena do rakve jejího manžela Felixe |                                                                                 | |
| 8.       | Rudolf Habsbursko-Lotrinský                     | 5. 9. 1919 Prangins, Švýcarsko           | 15. 5. 2010 Brusel                 | Karel I. (č. 1), tohoto šesté dítě a pátý syn          | Zita Bourbonsko-Parmská (č. 5)        | 23. 6. 1953 New York: Xenia Černyšev Bezobrazova (č. 2)                   |                                                               |                                                                                 | |
| 8.       | Rudolf Habsbursko-Lotrinský                     | 5. 9. 1919 Prangins, Švýcarsko           | 15. 5. 2010 Brusel                 | Karel I. (č. 1), tohoto šesté dítě a pátý syn          | Zita Bourbonsko-Parmská (č. 5)        | 15. 10. 1971: Anna Gabriele von Wrede (* 1940)                            |                                                               |                                                                                 | |
| 9.       | Felix Habsbursko-Lotrinský                      | 31. 5. 1916 Schönbrunn, Vídeň            | 6. 9. 2011 San Ángel, Mexiko       | Karel I. (č. 1), tohoto čtvrté dítě a třetí syn        | Zita Bourbonsko-Parmská (č. 5)        | 18. 11. 1952 Beaulieu-sur-Mer, Francie: Anna-Eugénie von Arenberg (č. 7)  |                                                               |                                                                                 | |
| 10.      | Margherita, roz. Savojská-Aosta                 | 7. 4. 1930 Capodimonte                   | 10. 1. 2022 Basilej                | Amedeo Savojský-Aosta                                  | Anna Orleánská (1906–1986)            | 29. 12. 1953 Bourg-en-Bresse: Robert Rakouský-d'Este (č. 6)               |                                                               |                                                                                 | Pohřbena 29. ledna 2022. |

## Nápisy na nástěnných pamětních deskách
IHRE KAISERLICHE U. KÖNIGLICHE HOHEIT 

ERZHERZOGIN XENIA VON ÖSTERREICH 

GEB. GRÄFIN CZERNICHEW-BESOBRASOW 

GEBOREN IN PARIS AM 11. JUNI 1929 

VERUNGLÜCKT AM 20. SEPTEMBER 1968 

UND IHR GELIEBTER JÜNGSTER SOHN 

ERZHERZOG JOHANNES VON ÖSTERREICH 

GEBOREN IN BRÜSSEL AM 11. DEZ. 1962 

UND DORT GESTORBEN AM 29. JUNI 1975 

AN DEN FOLGEN EINES UNFALLES. R. I. P.

„KORFI“ 

THERESE GRÄFIN VON KORFF 

GEN. SCHMISING-KERSSENBROCK 

STERNKREUZORDENSDAME 

GEB. IN LICHTENSTEIN/BÖHMEN 

AM 6. 10. 1888 GEST. IN CHUR AM 10. 2. 1973

SEINE KAISERLICHE UND KÖNIGLICHE HOHEIT 

ERZHERZOG ROBERT VON ÖSTERREICH-ESTE 

GEBOREN IN SCHÖNBRUNN, AM 8. FEBRUAR 1915 

SELIG IM HERRN ENTSCHLAFEN IN BASEL 

AM 7. FEBRUAR 1996

IHRE KAISERLICHE UND KÖNIGLICHE HOHEIT 

ERZHERZOGIN ANNA EUGENIE VON ÖSTERREICH 

PRINZESSIN UND HERZOGIN VON ARENBERG 

GEBOREN IN ELLINGEN, AM 5. JULI 1925 

SELIG IM HERRN ENTSCHLAFEN IN SAN ANGEL 

MEXICO, AM 9. JUNI 1997